# Christie Golden
Christie Golden (Atlanta, 21 de novembro de 1963) é uma escritora norte-americana. Ela esteve oito vezes na lista de bestsellers do New York Times. Ela é vencedora de vários prêmios, e é autora de diversos romances e contos nos gêneros de ficção científica, fantasia e terror. Ela também escreveu com o pseudônimo Jadrien Bell.

## Carreira
Entre seus muitos projetos estão mais de uma dúzia de romances de Star Trek, mais de uma dúzia para os romances de World of Warcraft e StarCraft da gigante de jogos Blizzard, e três livros para a série Fate of the Jedi, agora concluída, de romances de Star Wars.
Ela lançou a linha de romances Ravenloft da TSR em 1991 com seu primeiro romance – Vampire of the Mists,  e é a criadora do arquétipo do vampiro élfico na ficção de fantasia. Ela também escreveu livros na Assassin's Creed (série de livros).
Sob o nome Jadrien Bell, ela escreveu um thriller de fantasia intitulado AD 999,  que lhe rendeu o prêmio Colorado Author's League de Melhor Romance de Gênero em 1999.

## Vida pessoal
Golden nasceu em em Atlanta, Geórgia, EUA. Morou nos estados do Michigan, Virgínia, Colorado, Tennessee e Texas.

### Assassin's Creed
- Assassin's Creed: Heresy (2016)
- Assassin's Creed: The Official Movie Novelization (2016)

### The Final Dance
- The Final Dance Book 1: On Fire's Wings (2003)
- The Final Dance Book 2: In Stone's Clasp  (2005)
- The Final Dance Book 3: Under Sea's Shadow (2007) (somente e-book)

### HEX: Shards of Fate
- The Accidental Knight (2014)

### Invasion America
- Invasion America (1998)
- Invasion America: On the Run (1998)

### Ravenloft
- Ravenloft: Vampire of the Mists (1991)
- Ravenloft: Dance of the Dead (1992)
- Ravenloft: The Enemy Within (1994)

### StarCraft
- StarCraft II: Devil's Due (2011)
- StarCraft II: Flashpoint (2012)

#### StarCraft: The Dark Templar Saga
- StarCraft: The Dark Templar Saga: Firstborn (2007)
- StarCraft: The Dark Templar Saga: Shadow Hunters (2007)
- StarCraft: The Dark Templar Saga: Twilight (2009)

### Star Trek: Gateways
- Star Trek: Voyager: Gateways Book 5: No Man's Land 2001
- Star Trek: Gateways Book 7: What Lay Beyond: In the Queue (2001)

### Star Trek: The Next Generation
- Star Trek: The Next Generation: Double Helix Book 6: The First Virtue (com Michael Jan Friedman) (1999)

### Star Trek: The Original Series
- Star Trek: The Last Roundup (2002)

### Star Trek: Voyager
- Star Trek: Voyager #6: The Murdered Sun (1996)
- Star Trek: Voyager #14: Marooned (1997)
- Star Trek: Voyager #16: Seven of Nine (1998)
- Star Trek: Voyager: Endgame, (com Diane Carey) (2001)
- Star Trek: Voyager: Homecoming (2003)
- Star Trek: Voyager: The Farther Shore (2003)

#### Star Trek: Voyager: Dark Matters Trilogy
- Star Trek: Voyager #19: Dark Matters #1: Cloak and Dagger (2000)
- Star Trek: Voyager #20: Dark Matters #2: Ghost Dance (2000)
- Star Trek: Voyager #21: Dark Matters #3: Shadow of Heaven (2000)

#### Star Trek: Voyager: Spirit Walk
- Star Trek: Voyager: Spirit Walk Book 1: Old Wounds (2004)
- Star Trek: Voyager: Spirit Walk Book 2: Enemy of My Enemy (2004)

### Star Wars
- Star Wars: Fate of the Jedi: Omen (2009)
- Star Wars: Fate of the Jedi: Allies (2010)
- Star Wars: Fate of the Jedi: Ascension (2011)
- Star Wars: Dark Disciple (2015)
- Star Wars: Battlefront II: Inferno Squad (2017)
- Star Wars: The Bucket (conto) publicado em Star Wars: From a Certain Point of View, (2017)
- The Truest Duty (conto) publicado em Star Wars: From a Certain Point of View: The Empire Strikes Back (2020)

### World of Warcraft
- Warcraft: Lord of the Clans (2001)
- World of Warcraft: Rise of the Horde (2006)
- World of Warcraft: Beyond the Dark Portal (com Aaron Rosenberg) 2008)
- World of Warcraft: Arthas: Rise of the Lich King (2009)
- World of Warcraft: The Shattering: Prelude to Cataclysm (2010)
- World of Warcraft: Thrall: Twilight of the Aspects (2011)
- World of Warcraft: Jaina Proudmoore: Tides of War (2012)
- World of Warcraft: War Crimes 2014)
- Warcraft: Durotan: The Official Movie Prequel (2016)
- Warcraft: The Official Movie Novelization (2016)
- World of Warcraft: Before the Storm (2018)
- World of Warcraft: Exploring Azeroth - Eastern Kingdoms (2020)
- World of Warcraft: Sylvanas (2022)